# Río Sonomoro
Der Río Sonomoro ist der etwa 65 km lange rechte Quellfluss des Río Pangoa in der Provinz Satipo der Region Junín in Zentral-Peru. Einschließlich den Quellflüssen Quebrada Collpapata und Río Palia beträgt die Gesamtlänge 110 km.

## Flusslauf
Der Río Sonomoro entsteht im Distrikt Pangoa 27 km südsüdöstlich der Stadt San Martín de Pangoa am Zusammenfluss von Río Palia (links) und Río Pucuta (rechts). Der Río Sonomoro fließt in überwiegend nördlicher Richtung durch die vorandine Region östlich der peruanischen Zentralkordillere. Am Flusslauf liegen die Ortschaften Campirushari, Naylamp de Sonomoro und San José de Miraflora. Größere Nebenflüsse sind Río Miñaro von rechts und 
Río San Ramón von links. Der Río Sonomoro trifft schließlich 5 km östlich der Stadt Mazamari auf den Río Mazamari, mit welchem er sich zum Río Pangoa vereinigt.

## Quellflüsse
Der Río Palia ist der 44 km lange linke Quellfluss. Er hat seinen Ursprung in dem etwa 4200 m hoch gelegenen See Laguna Palia (⊙) im äußersten Westen des Distrikts Pangoa in der peruanischen Zentralkordillere nahe der Wasserscheide zum weiter westlich gelegenen Einzugsgebiet des Río San Fernando, Nebenfluss des Río Mantaro, sowie nahe der weiter nordwestlich gelegenen Quellregion des Río Mazamari. Der Río Palia fließt anfangs 4 km nach Norden. Anschließend wendet er sich in Richtung Ostsüdost und behält den Kurs bis zu seiner Vereinigung mit dem Río Pucuta bei.
Der Río Pucuta ist der 39 km lange rechte Quellfluss. Er entspringt (⊙) an der Nordostflanke der peruanischen Zentralkordillere im Südwesten des Distrikts Pangoa auf einer Höhe von 3900 m an der Wasserscheide zum weiter westlich fließenden Río Fernando und zum weiter südlich fließenden Unterlauf des Río Mantaro. Der Río Pucuta durchquert in überwiegend nordnordöstlicher Richtung das Bergland bis zum Zusammenfluss mit dem aus Westen heranfließenden Río Palia.

## Einzugsgebiet
Der Río Sonomoro entwässert ein Areal von etwa 1350 km². Das Einzugsgebiet des Río Sonomoro ist noch überwiegend von tropischem Regenwald bedeckt und erstreckt sich über den Nordteil des Distrikts Pangoa. Es grenzt im Osten an das des Río Sanibeni, im Südosten an das des Río Anapatí, im äußersten Süden an das des Unterlaufs des Río Mantaro, im Südwesten an das des Río Fernando sowie im Nordwesten an das des Río Mazamari.